# Forsythia
Forsythia (/fɔːrˈsɪθiə/ hoặc /fɔːrˈsaɪθiə/) là một chi thực vật có hoa trong họ Ô liu (Oleaceae). Có khoảng 11 đến 13 loài, chủ yếu có nguồn gốc từ Đông Á, chỉ có một loài có nguồn gốc ở Đông Nam Châu Âu, nên còn gọi là Mai Đông Á, ở Việt Nam còn gọi là Mai Mỹ, ở Mỹ còn được gọi là Mai Phục Sinh (Easter tree) vì nở vào mùa lễ Phục Sinh. Chi được đặt theo tên của nhà thực vật học người Scotland William Forsyth. Trong số đó, Forsythia × intermedia  là cây lai giữa hai loại forsythia và thường được sử dụng làm cây bụi trang trí ở khu vực ôn đới trong công viên và vườn.
Cây cao từ 1 đến 3 mét, hiếm khi lên đến 6 m. Tùy theo địa phương, mùa hoa nở từ tháng 2 đến tháng 4, sau khi nở hoa là ra lá. Hoa có 4 cánh.

## Loài

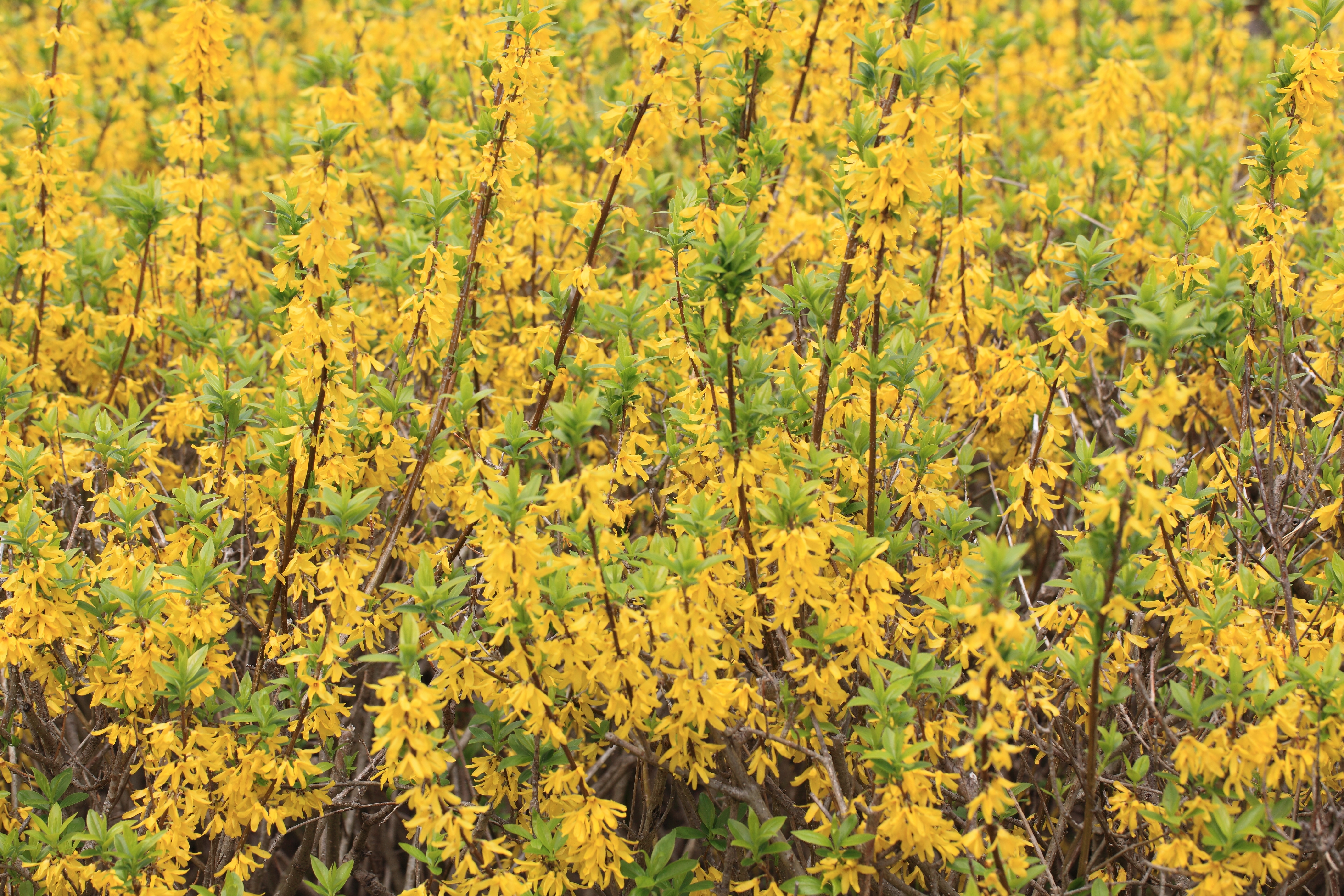
Forsythia viridissima hơi có màu xanh

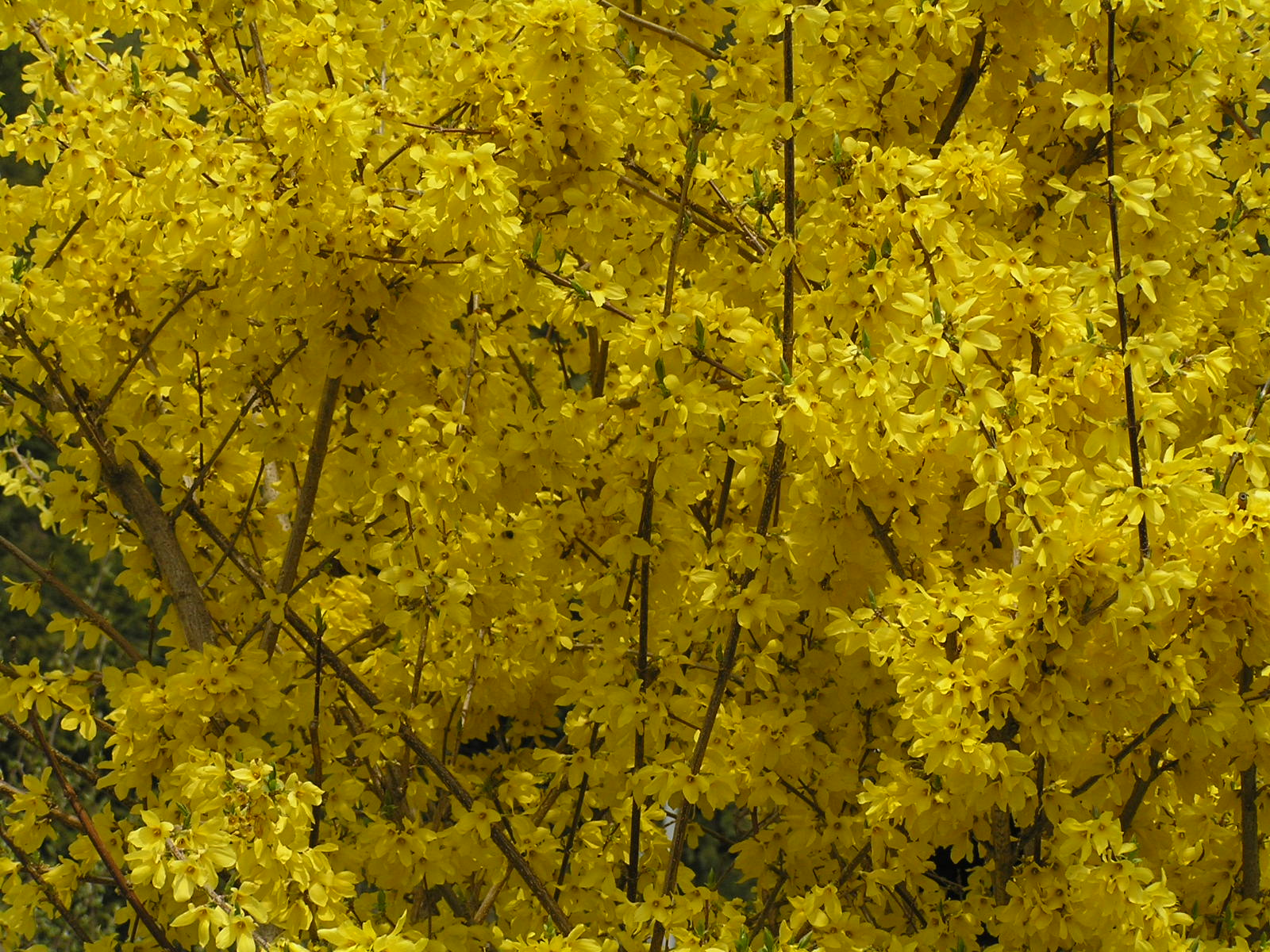
Forsythia suspensa

1. Forsythia europaea Balkans ở Albania và Serbia.
2. Forsythia giraldiana tây bắc Trung Quốc.
3. Forsythia × intermedia, lai giống giữa F. suspensa and F. viridissima.
4. Forsythia japonica Nhật Bản.
5. Forsythia koreana Hàn Quốc.
6. Forsythia likiangensis Tây nam Trung Quốc.
7. Forsythia × mandschurica  Đông bắc Trung Quốc
8. Forsythia mira Bắc Trung Quốc
9. Forsythia ovata Hàn Quốc
10. Forsythia saxatilis  Hàn Quốc
11. Forsythia suspensa (Liên kiều, Mai chuông vàng). Miền đông và miền trung Trung Quốc.
12. Forsythia togashii Nhật Bản
13. Forsythia velutina Hàn Quốc
14. Forsythia viridissima Đông Trung Quốc.

Nguồn:

## Hình ảnh

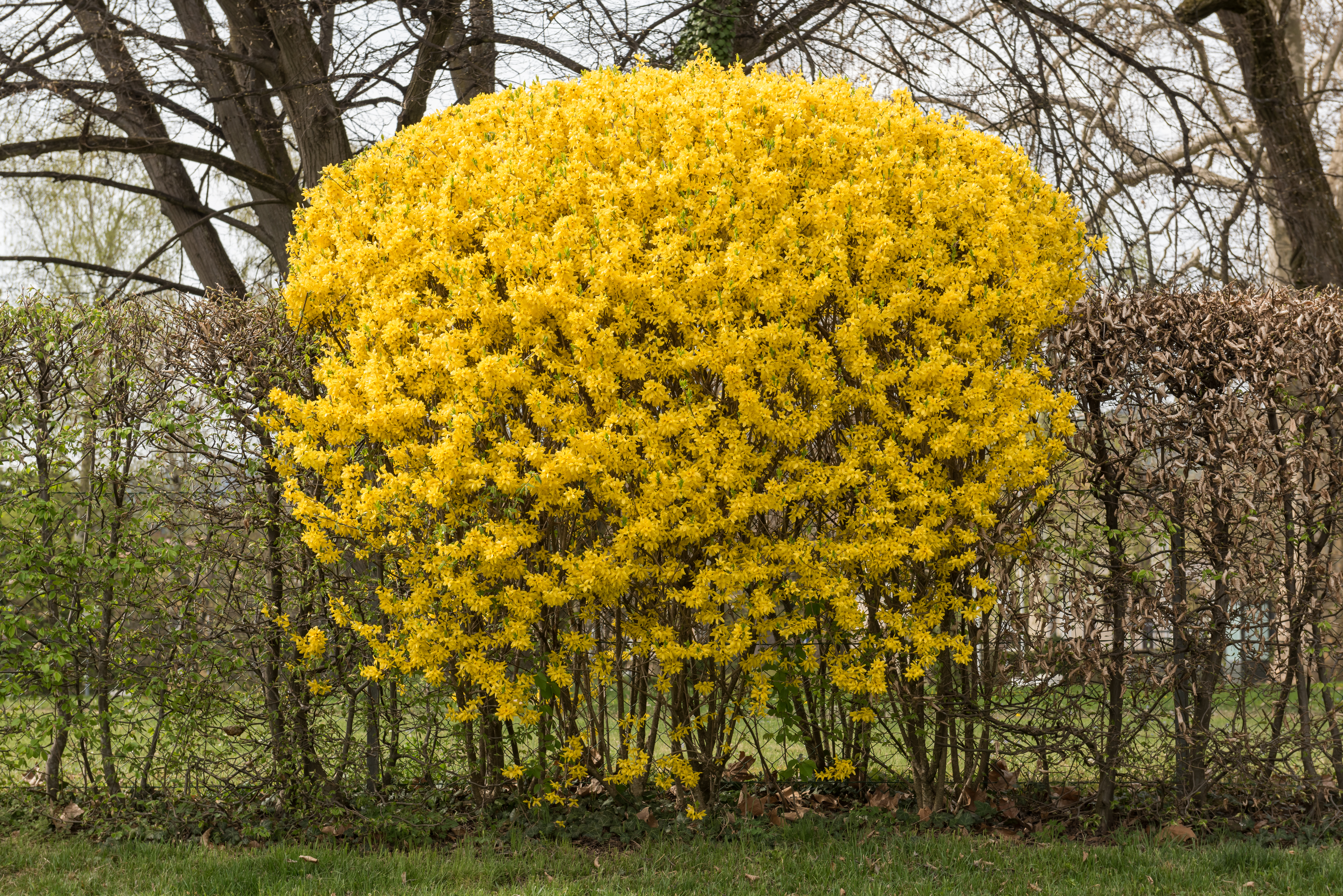
Forsythia × intermedia được dùng làm hàng rào, nở rộ vào tháng 4 tại Kärnten, Áo.
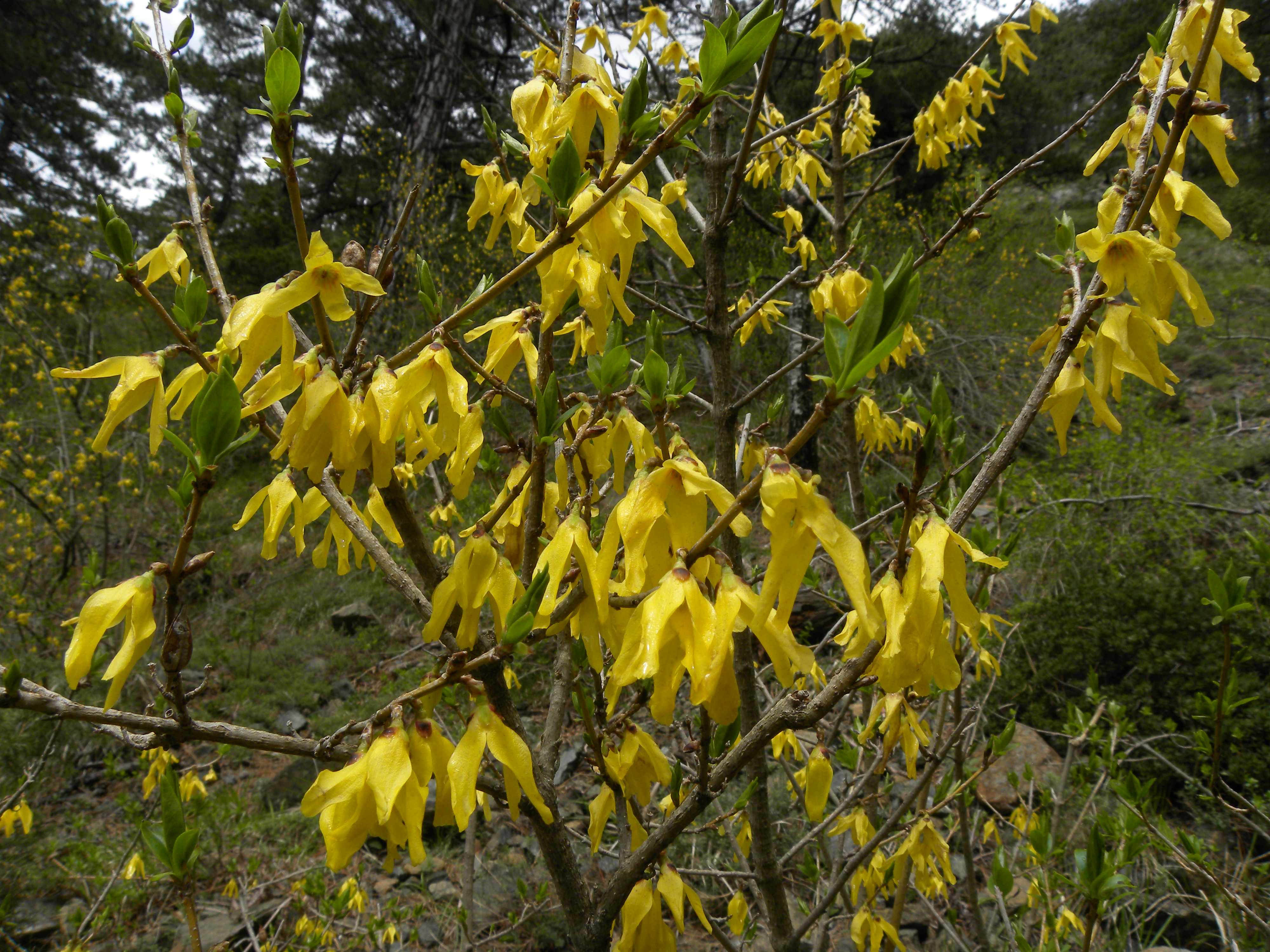
Forsythia europaea  (Forsythia châu Âu)
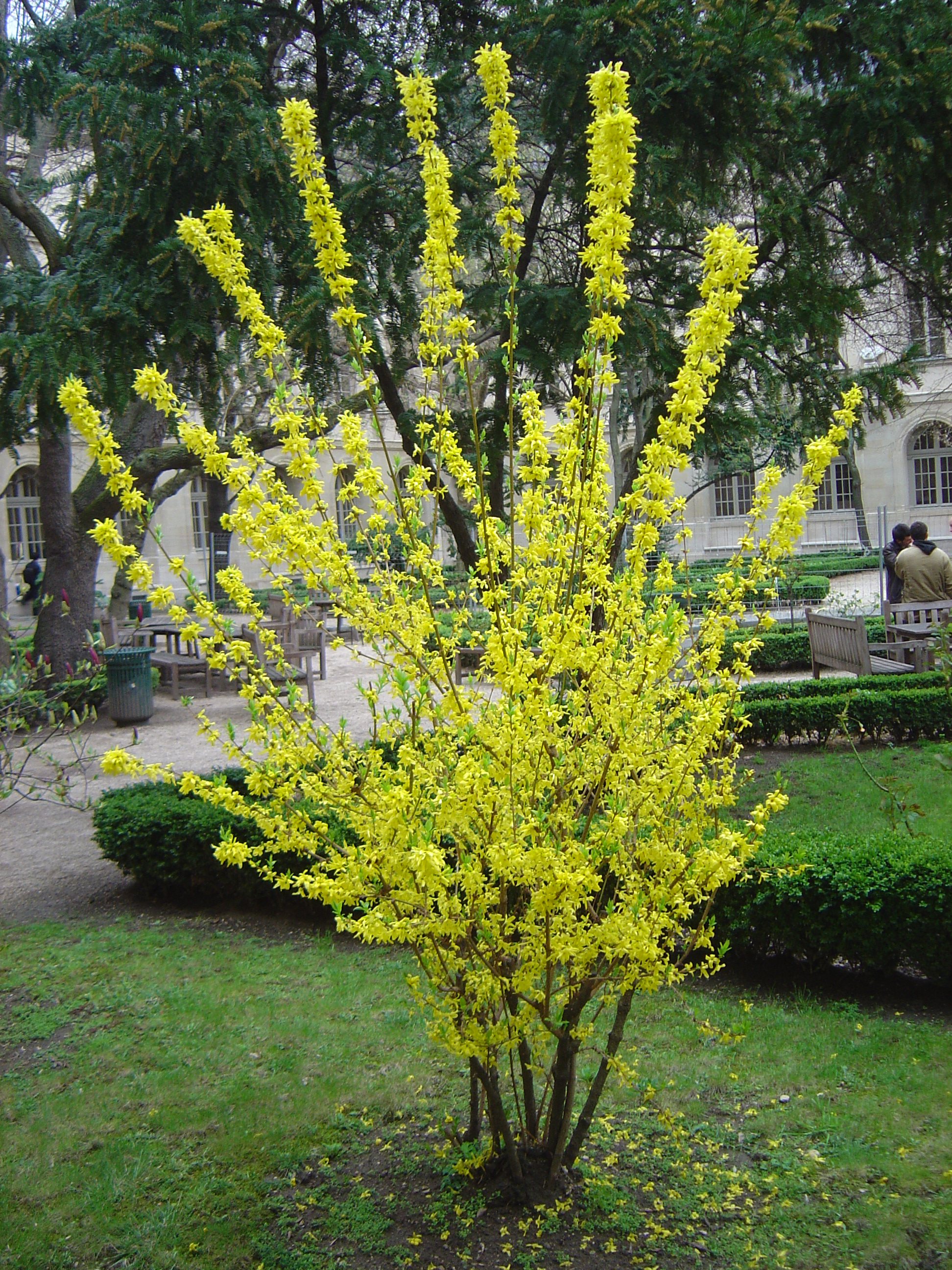
Cây non Forsythia
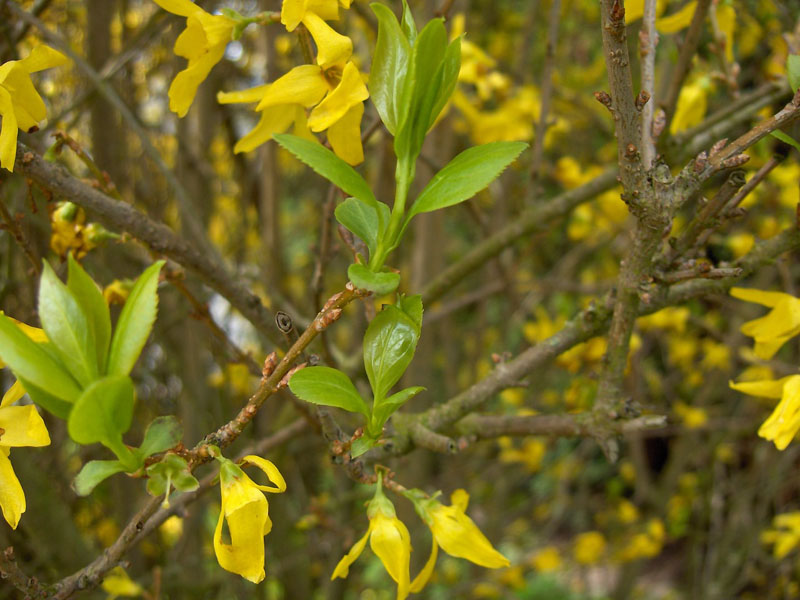
Forsythia × intermedia, hoa và lá non
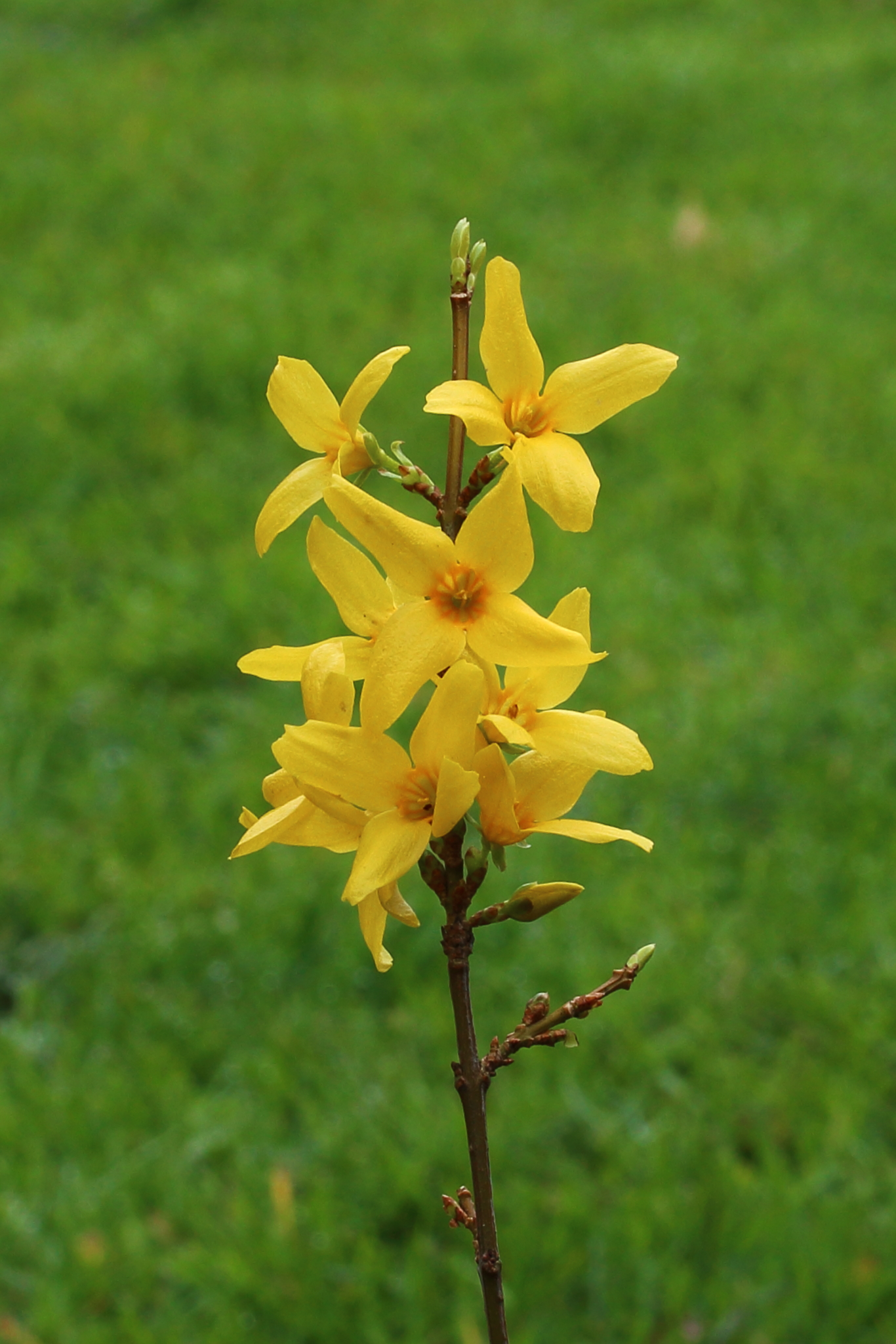
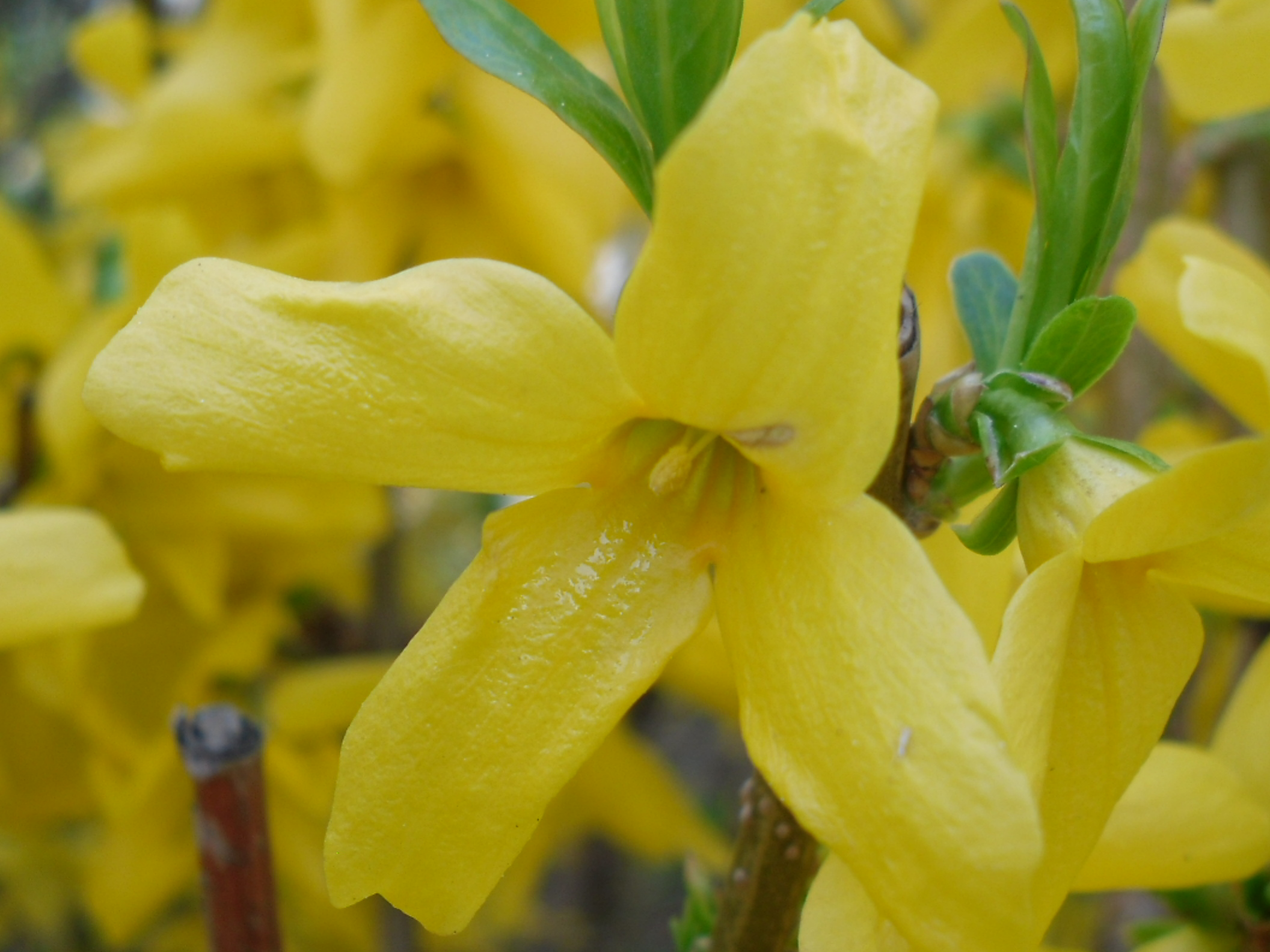
Hoa Forsythia
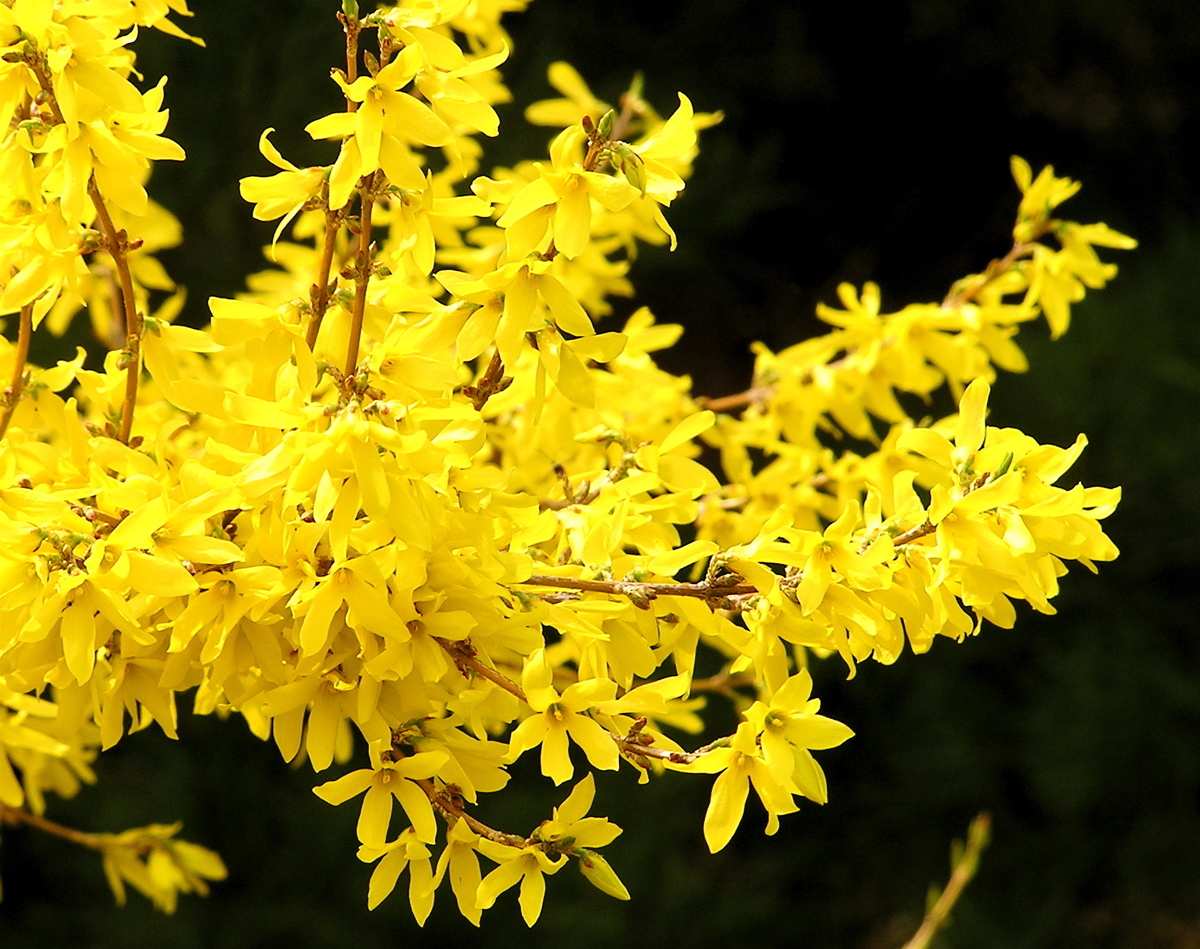
Hoa Forsythia
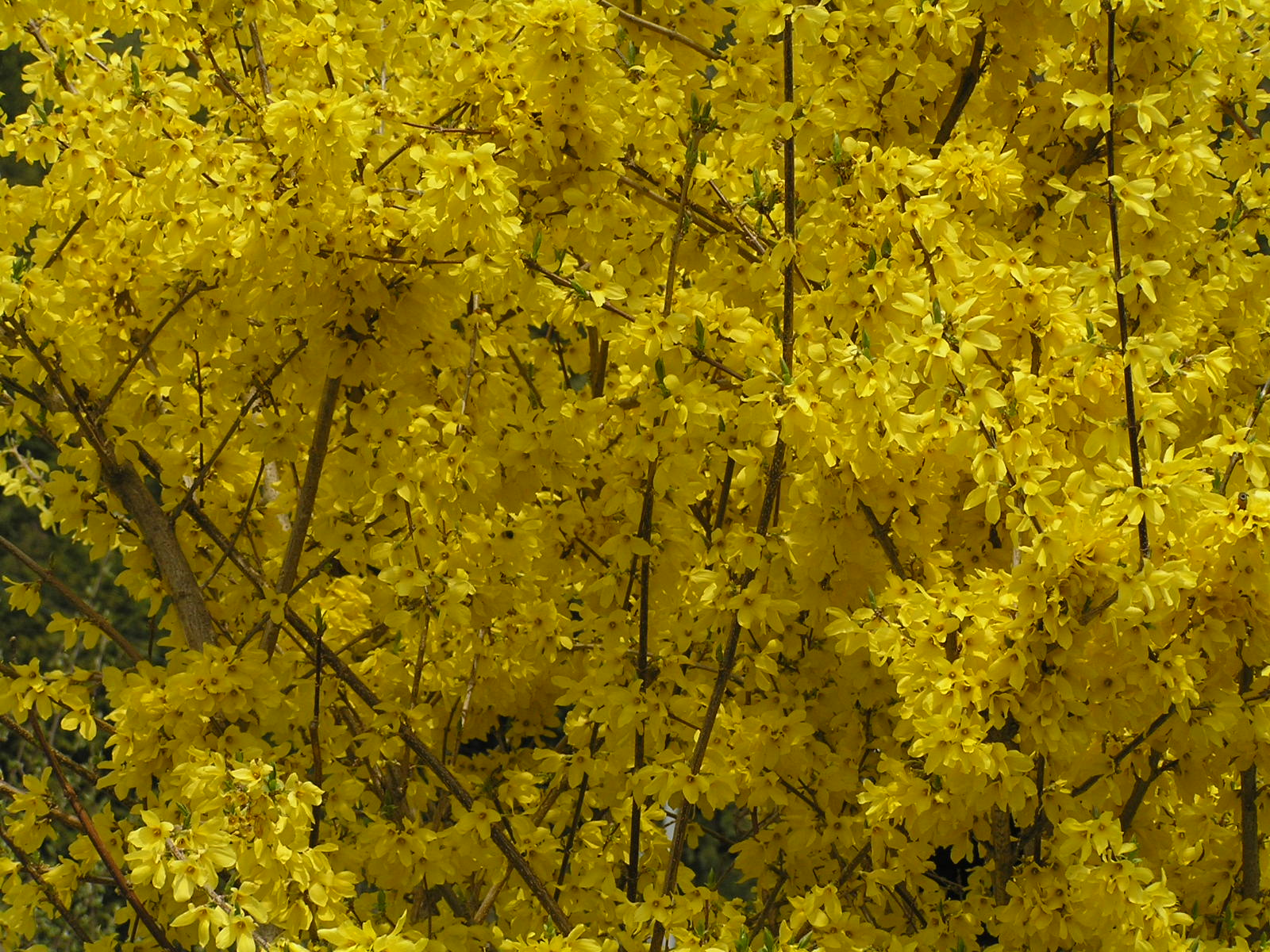
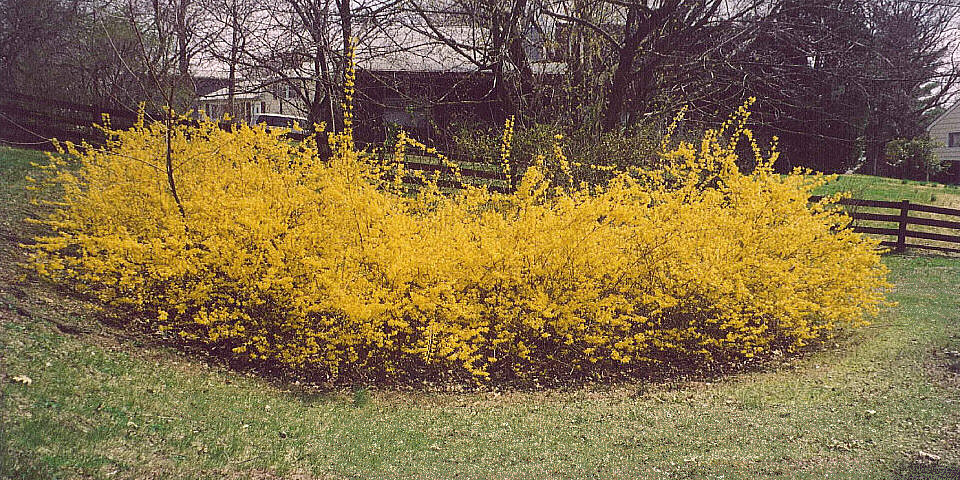
Kích thước lớn của một cây Forsythia, 50 tuổi